# Promeses sense promès
Promeses sense promès  (títol original en anglès: Flower Drum Song) és una pel·lícula musical estatunidenca de Henry Koster, estrenada el 1961 i inspirada en la comèdia musical Flower Drum Song de Richard Rodgers, Oscar Hammerstein II i Joseph Fields creada al St. James Theatre de Broadway el 1958. Ha estat doblada al català.

## Argument
Una dona xinesa emigra il·legalment amb el seu pare a San Francisco, on té previst reunir-se amb el seu promès. Però una vegada en territori nord-americà, s'enamora d'un altre home.

## Repartiment
- Nancy Kwan: Linda Low
- B. J. Baker: Linda Low (cant)
- James Shigeta: Wang Ta
- Juanita Hall: « Auntie » Liang
- Benson Fong: Wang Chi-Yang
- Jack Soo: « Sammy » Fong
- Reiko Sato: Helen Chao
- Marilyn Horne: Helen Chao (cant)
- Patrick Adiarte: Wang San
- Kam Tong: El Doctor Li
- John Dodson: El Doctor Li (cantant)
- Victor Sen Yung: Frankie Wing
- Soo Yong: Madame Ten Fong
- Ching Wah Lee: el professor
- James Hong: Cap dels cambrers
- Miyoshi Umeki: Mei Li
- George Chakiris: Ballarí a Chop Suey (No surt als crèdits)

## Premis i nominacions

### Premis
El 2008, el film va entrar al National Film Registry per conservació a la Biblioteca del Congrés als Estats Units.

### Nominacions
- 1962: Oscar a la millor fotografia per Russell Metty
- 1962: Oscar a la millor banda sonora per Alfred Newman, Ken Darby
- 1962: Oscar a la millor direcció artística per Alexander Golitzen, Joseph C. Wright, Howard Bristol
- 1962: Oscar al millor vestuari per Irene Sharaff
- 1962: Oscar al millor so per Waldon O. Watson
- 1962: Globus d'Or a la millor pel·lícula musical o còmica
- 1962: Globus d'Or a la millor actriu musical o còmica per Miyoshi Umeki
- 1962: Grammy al millor àlbum de banda sonora o enregistrament original per pel·lícula o televisió per Alfred Newman